# Francisco Javier Cárdenas y Dávila

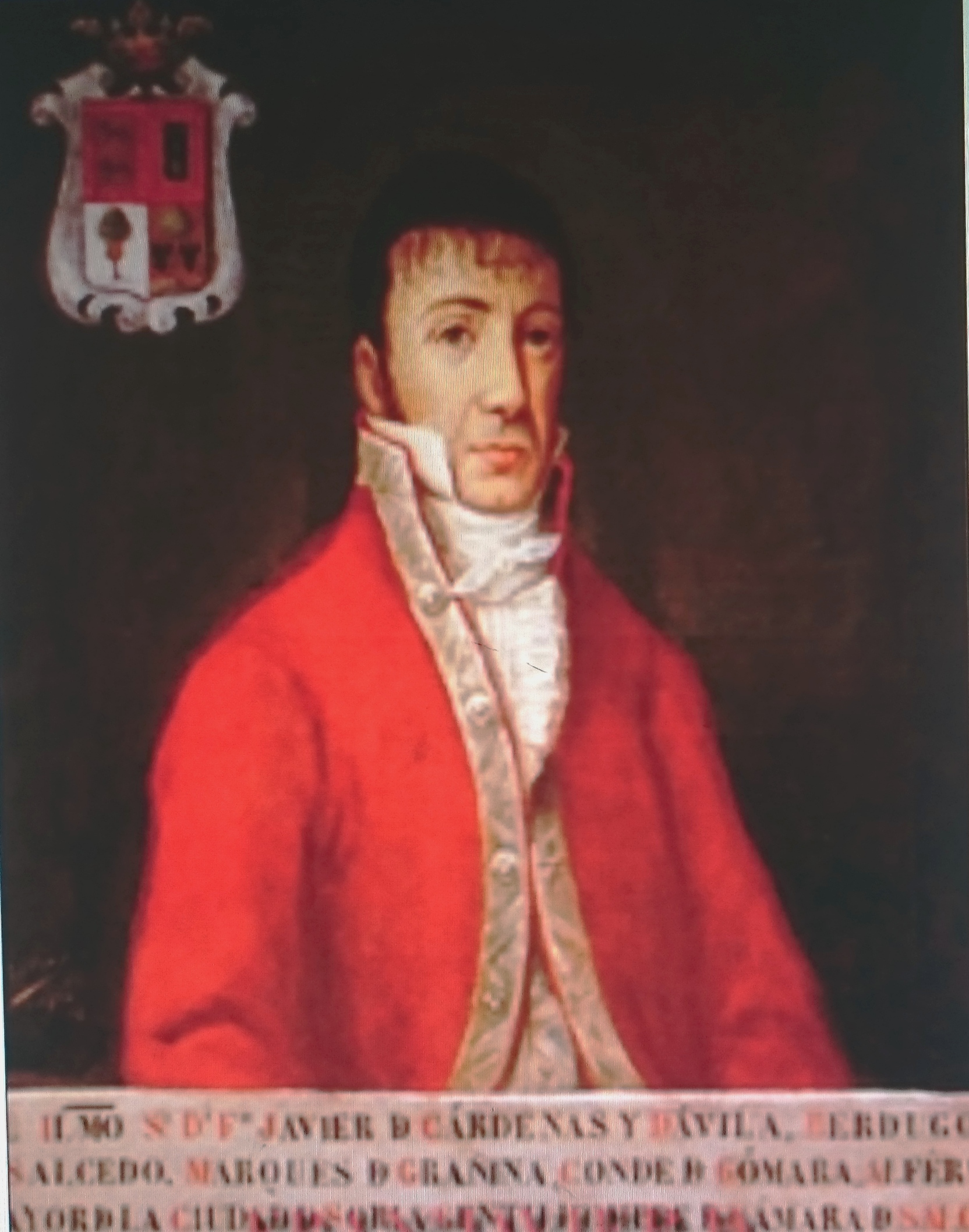
Retrato de Francisco Javier Cárdenas y Dávila.

Francisco Javier Cárdenas y Dávila, Salcedo y Orozco, IV marqués de Grañina y V conde de Gómara.

## Biografía

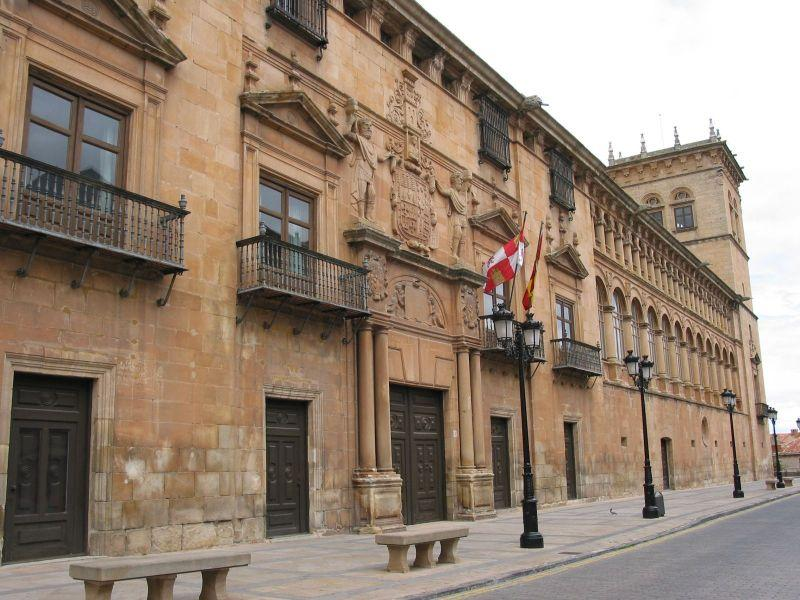
Palacio de los Condes de Gómara de la ciudad de Soria mandado construir por Francisco López de Río y Salcedo.

Alférez mayor de la ciudad de Soria; gentil hombre de cámara de Su Majestad; caballero maestrante de Sevilla y teniente de hermano mayor de la Real Maestranza de Caballería de Sevilla y hermano mayor de la Hermandad de Nuestra Señora de la Soledad de Sevilla.
Miembro destacado de la Junta Suprema de España e Indias, bajo la presidencia de su amigo Francisco de Saavedra, colaboró activamente en la reorganización del Ejército Español antes de la Batalla de Bailén y en el decreto de Declaración de Guerra al Emperador de Francia, Napoleón I, el 6 de junio de 1808.
Casado con su prima María Soledad Villavicencio y Castejón Salcedo y Río en Pares el 30 de octubre de 1781, hija de Luis de Villavicencio y Salcedo y de María Jorja de Castejón y Salcedo, marqueses de Alcántara del Cuervo.
Le sucedió su nieto Francisco Javier de Cárdenas y Orozco Villavicencio.